# Henrik Agerbeck
Henrik Herbert Agerbeck (født 10. september 1956), kendt som Henrik Agerbeck, er en dansk tidligere fodboldspiller, der spillede som angriber. Han startede sin karriere i Kjøbenhavns Boldklub, med hvem han vandt Danmarksturneringen i fodbold 1974. 
I 1978 blev han professionel i den tyske klub Hertha BSC. I sin første sæson for Hertha nåede klubben med Henrik Agerbeck semifinalerne i UEFA Cup. Efter to sæsoner rykkede Hertha Berlin dog ud af Bundesligaen, og Henrik Agerbeck skiftede til de franske mestre FC Nantes. Den første sæson blev Henrik Agerbeck nummer to med FC Nantes, og to år senere i 1983 lykkedes det Henrik Agerbeck at blive fransk mester med klubben. Han spillede herefter tre sæsoner for FC Sochaux-Montbéliard og siden for en række franske klubber.
Han spillede fire kampe for Danmarks fodboldlandshold.